# Philippe Mousset
Philippe Mousset (* 27. Mai 1955 in Le Gua, Département Charente-Maritime) ist ein französischer Geistlicher und Bischof von Périgueux.

## Leben
Philippe Mousset empfing am 22. Mai 1988 die Priesterweihe. 
Papst Benedikt XVI. ernannte ihn am 8. Januar 2009 zum Bischof von Pamiers. Der Erzbischof von Toulouse, Robert Jean Louis Le Gall OSB, spendete ihm am 15. März desselben Jahres die Bischofsweihe; Mitkonsekratoren waren Bernard Housset, Bischof von La Rochelle, und Marcel Perrier, Altbischof von Pamiers. Als Wahlspruch wählte er Que tous soient un.
Am 18. Juni 2014 ernannte ihn Papst Franziskus zum Bischof von Périgueux. Die Amtseinführung fand am 14. September desselben Jahres statt.